# 蒙自杜鹃
蒙自杜鹃（学名：Rhododendron mengtszense），为杜鹃花科杜鹃花属下的一个种。

## 扩展阅读
維基物種上的相關：蒙自杜鹃